# Alfons Maria Stickler

Kardinalswappen von Alfons Maria Stickler

Alfons Maria Kardinal Stickler SDB (* 23. August 1910 in Neunkirchen; † 12. Dezember 2007 in der Vatikanstadt) war ein österreichischer Theologe und Kirchenrechtshistoriker aus dem Salesianerorden und Kardinal der römisch-katholischen Kirche mit dem Titel Kardinalbibliothekar und Archivar der Heiligen Römischen Kirche.

## Leben
Alfons Maria Stickler wurde als zweites von zwölf Kindern des Buchbinders Michael Stickler und seiner Gattin Theresa geboren und wuchs in Neunkirchen auf, wo er von 1917 bis 1921 die Mühlfeldschule besuchte. Er maturierte 1928 am Gymnasium Fichtnergasse in Wien-Hietzing. Er trat während seiner Schulzeit in die Ordensgemeinschaft der Salesianer ein und legte am 15. August 1928 das Ordensgelübde ab. Anschließend studierte er Philosophie und Theologie an verschiedenen Hochschulen in Deutschland, Österreich und Italien. Am 27. März 1937 empfing er in der Lateranbasilika in Rom die Priesterweihe. Dort studierte er kirchliches und weltliches Recht an der Päpstlichen Lateranuniversität. Danach lehrte er Kanonisches Recht an der theologischen Hochschule der Salesianer in Turin, war von 1953 bis 1958 Dekan der kirchenrechtlichen Fakultät und amtierte anschließend bis 1966 als Rektor der Hochschule, die er während ihres schrittweisen Umzugs nach Rom in den Jahren zwischen 1961 und 1965 leitete. Hier arbeitete er bis zur Fertigstellung der Neubauten am provisorischen römischen Sitz der Salesianer-Hochschule in der Via Marsala und war in den Jahren des Zweiten Vatikanischen Konzils als Peritus an den Beratungen mehrerer Kommissionen beteiligt, darunter auch an den Verhandlungen über die Liturgiekonstitution Sacrosanctum Concilium.
Am Aschermittwoch 1971 ernannte ihn Papst Paul VI. zum Präfekten der Vatikanischen Bibliothek. In dieser Funktion war Stickler als Konsultor für mehrere vatikanische Kongregationen tätig. Während seiner Amtszeit als aktiver Bibliotheksleiter machte sich Stickler um die Erhaltung und Modernisierung der Vatikanbibliothek verdient. Unter anderem wurde unter seiner Leitung ein atombombensicherer Bunker errichtet, in dem die wichtigsten Schätze der Bibliothek (unter anderem der Codex Vaticanus) untergebracht sind.
Am 9. September 1983 berief ihn Papst Johannes Paul II. zum Titularerzbischof von Bolsena und zum Pro-Bibliothekar der Heiligen Römischen Kirche. Die Bischofsweihe spendete er ihm am 1. November 1983 selbst; Mitkonsekratoren waren Eduardo Kardinal Martínez Somalo und Rosalio José Kardinal Castillo Lara SDB. Am 7. Juli 1984 übertrug ihm der Papst außerdem den Titel eines Pro-Archivars der Heiligen Römischen Kirche. Am 25. Mai 1985 nahm er ihn als Kardinaldiakon mit der Titeldiakonie San Giorgio in Velabro in das Kardinalskollegium auf und ernannte ihn zum Kardinalbibliothekar und Archivar der Heiligen Römischen Kirche. Im Sommer 1988 trat Stickler aus Altersgründen von seinem Amt als Kardinalbibliothekar zurück.
Trotz seines fortgeschrittenen Alters reiste Kardinal Stickler, der ein großer Freund und Förderer der tridentinischen Liturgie in der vor der Liturgiereform des Zweiten Vatikanischen Konzils praktizierten Form war, in den Jahren nach dem Erlass des Motu proprio Ecclesia Dei 1988 wiederholt nach Deutschland und Österreich, wo er bei Festlichkeiten und Weihen Pontifikalämter im alten Usus zelebrierte. 1998 nahm Stickler zusammen mit dem damaligen Glaubenspräfekten Joseph Ratzinger, dem traditionalistischen Benediktinerabt Dom Gérard, dem deutschen Philosophen Robert Spaemann und Vertretern der altritualistischen Vereinigungen Una Voce und Pro Missa Tridentina an den Feiern zum 10. Jahrestag des Motu proprio mit traditionalistischen Pilgern in Rom teil.
Am 29. Jänner 1996 wurde er unter Beibehaltung seiner Titeldiakonie zum Kardinalpriester pro hac vice ernannt. Kardinal Stickler lebte weiterhin in Rom und war seit dem Tod des niederländischen Kardinals Johannes Willebrands am 2. August 2006 der älteste lebende Kardinal der Welt. Im Jahr 2007, wenige Monate vor seinem Tod, konnte er sein 70-jähriges Priesterjubiläum begehen; in einem Brief aus diesem Anlass bezeichnete ihn Papst Benedikt XVI. als „Patriarchen“ und sprach öffentlich sein Wohlwollen und seine Dankbarkeit für sein Lebenswerk aus. Vor seiner Papstwahl war Ratzinger viele Jahre ein direkter Nachbar Sticklers gewesen, dessen Privatwohnung unmittelbar neben der des Glaubenspräfekten lag und mit dem er sich bisweilen austauschte.
Als vorläufige letzte Ruhestätte wurde die Grabstätte der Salesianer Don Boscos auf dem Gelände der Calixtus-Katakombe ausgewählt. Am 7. Oktober 2010 wurde Kardinal Sticklers Leichnam in seine Titelkirche San Giorgio in Velabro umgebettet und dort endgültig bestattet.
Alfons Maria Stickler hatte elf Geschwister. Seine jüngste Schwester war die Salesianerin und Religionspsychologin Gertrud Stickler FMA. Sein älterer Bruder Michael Stickler (1909–1981) leitete von 1958 bis 1974 die Parlamentsbibliothek in Wien.

## Theologischer Einfluss
Theologisch wird Stickler dem katholischen Traditionalismus zugeordnet.
Besonders durch seine leidenschaftliche Verteidigung des klerikalen Zölibats tat er sich lebenslang hervor. Er war als scharfer Gegner der Wiedereinführung des ständigen Diakonats durch das zweite Vaticanum bekannt, der verheirateten Männern Zugang zum Klerikerstand ermöglicht, und warnte vielfach vor den seiner Ansicht nach verhängnisvollen Auswirkungen dieser Neuerung für das Leben der Kirche. Außerdem gilt er mit seinem Buch über den Klerikerzölibat als der eigentliche Artifex hinter der später von Stefan Heid weiterentwickelten und auch von maßgebenden Kirchenhistorikern wie Walter Brandmüller übernommenen, von der Mehrheit der Geschichtswissenschaft allerdings als unhaltbar abgelehnten Hypothese, schon die christlichen Apostel im 1. Jahrhundert seien ehelos geblieben oder hätten, sofern sie verheiratet waren, nicht mehr sexuell mit ihren Gattinnen verkehrt.
Stickler gehörte nach eigenem Zeugnis zu einer Gruppe von neun Kardinälen (neben Joseph Ratzinger, Paul Augustin Mayer, Silvio Oddi, Agostino Casaroli, Bernardin Gantin, Antonio Innocenti, Pietro Palazzini und Jozef Tomko), die 1986 auf Bitten des Papstes zu der Frage Stellung nahmen, ob Papst Paul VI. oder ein anderer kirchlicher Gesetzgeber die Feier der tridentinischen Liturgie jemals in kirchenrechtlich bindender Weise verboten hätte und ob es den Bischöfen erlaubt sei, ihren Priestern die vorkonziliare Form der römischen Liturgie zu untersagen. Die Kardinäle sollen beide Fragen einstimmig verneint haben, was den Papst zu seiner Entscheidung bewegt haben soll, die alte Liturgie durch sein Motu proprio Ecclesia Dei (1988) für interessierte Gläubige zugänglich zu machen.
Stickler war ein prägender theologischer Lehrer von Tarcisio Bertone SDB, der ihm später als Rektor der Salesianerhochschule nachfolgte und dann als Sekretär der Glaubenskongregation und schließlich Kardinalstaatssekretär viele Jahre als die rechte Hand Joseph Ratzingers agierte. Einflussreich war Stickler auch in seinem Heimatland Österreich, wo er mit dem niederösterreichischen Völkerrechtler und Bundesratsmitglied Herbert Schambeck, der dem Opus Dei zugerechnet wurde, ein lange Jahre aktives kirchenpolitisches Einflussnetzwerk aufbaute.

## Auszeichnungen
Stickler war Mitglied der Akademien der Wissenschaften in Wien, Bologna und Siena, der Medieval Academy der Vereinigten Staaten, Ehrensenator der Universität Heidelberg.
- Großen Verdienstkreuz der Bundesrepublik Deutschland
- Großes Goldenes Ehrenzeichen am Bande für Verdienste um die Republik Österreich
- Großes Silbernes Ehrenzeichen mit dem Stern für Verdienste um die Republik Österreich
- 1972 Ehrendoktor der Ludwig-Maximilians-Universität München[10]
- 1972 Ehrendoktor der Universität Salzburg[11]
- 1978 Wissenschaftspreis des Landes Niederösterreich Würdigungspreis zur Sozialwissenschaft

## Publikationen
- Der Klerikerzölibat. Seine Entwicklungsgeschichte und seine theologischen Grundlagen. 1. Auflage. Kral Verlag, Abensberg 1993, ISBN 3-87442-038-8; Unveränderte 3. Auflage Sarto-Verlag, Bobingen 2012, ISBN 978-3-943858-03-7.